# Zamarada bilobata
Zamarada bilobata là một loài bướm đêm trong họ Geometridae.